# Elaeagia asperula
Elaeagia asperula är en måreväxtart som beskrevs av Paul Carpenter Standley och Julian Alfred Steyermark. Elaeagia asperula ingår i släktet Elaeagia och familjen måreväxter. Inga underarter finns listade i Catalogue of Life.